# Aplocera christophi
Aplocera christophi là một loài bướm đêm trong họ Geometridae.